# Amoc

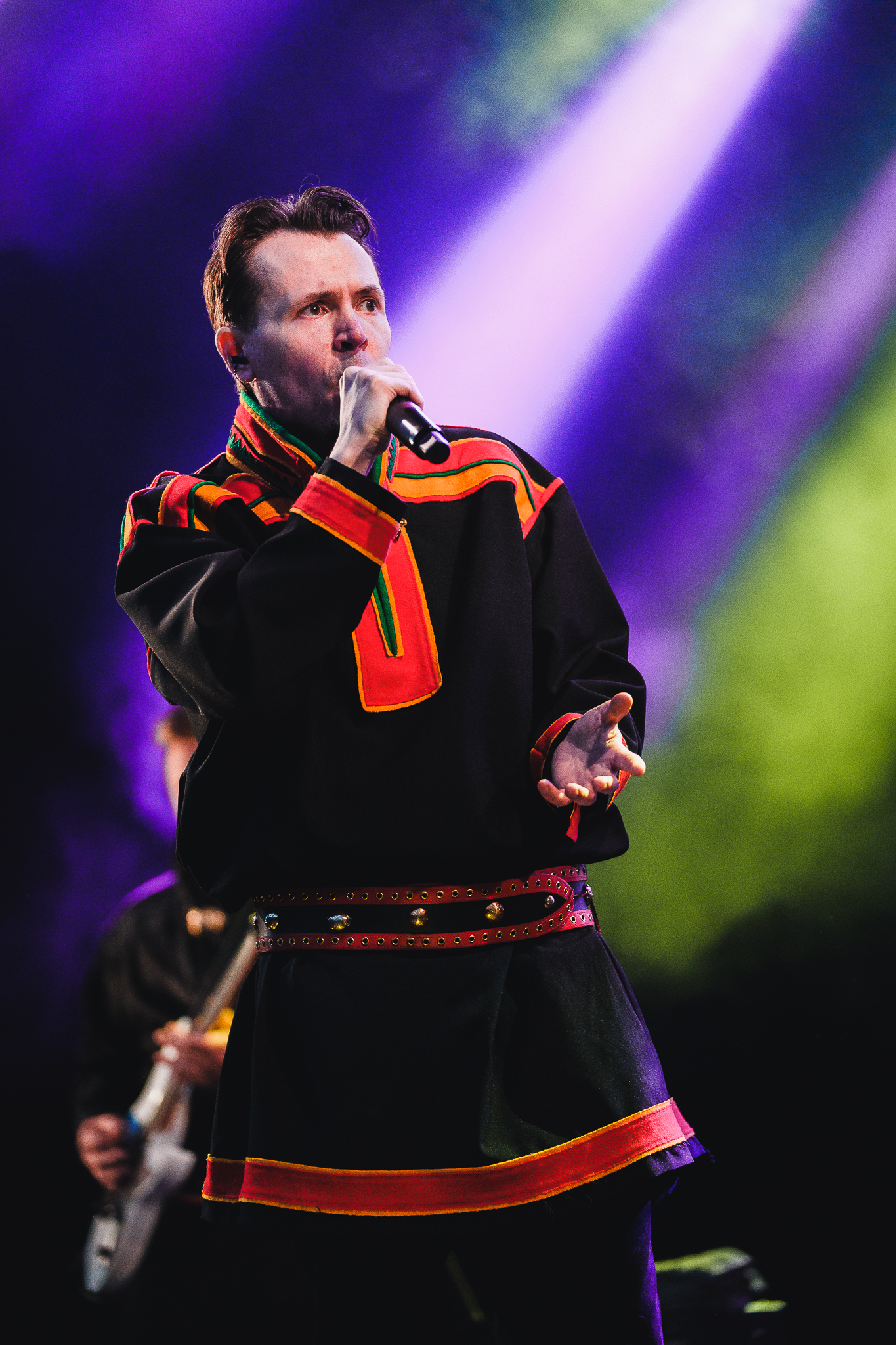
Amoc auf dem Riddu Riđđu Musikfestival im Jahr 2022

Mikkâl Antti Morottaja (* 1984 in Inari, Finnland) ist der erste Rapper weltweit, der auf Inarisamisch rappt. Er ist bekannt unter seinem Künstlernamen Amoc.

## Leben
Amoc ist in Inari geboren und aufgewachsen. Er hat zwei Brüder, die genau wie er sowohl samischer als auch finnischer Abstammung sind. Inarisamisch und Finnisch sind daher seine Muttersprachen. Seine Mutter kommt aus Turku und sein Vater, Matti Morottaja, ist ein Inarisame. Er ist außerdem ein bekannter Schriftsteller, Lehrer, Sprachaktivist und Gründer der Vereinigung Anarâškielâ Servi (die Inarisamische Gemeinschaft, 1986), die sich für die Bewahrung der inarisamischen Sprache und Identität einsetzt.
Amoc schloss seine Schulausbildung auch in Inarisamisch ab. Sein Interesse für Rap begann in seiner frühen Jugend, in etwas zur selben Zeit als die ersten finnischen Rappalben veröffentlicht wurden. Aber erst in den späten 1990er begann er, ernsthaft zu rappen. Seine High-School-Jahre verbrachte er in Ivalo, 40 km von Inari entfernt. Dort absolvierte er zum einen 2003 und 2004 seinen Wehrdienst und beteiligte sich außerdem an der Hip-Hop-Bewegung von Lappland und wurde Teil des Kollektivs „Guerra Norte“. Zu dieser Gruppe gehörten auch finnische Rapper aus der Region. Amoc arbeitete informell auch mit anderen Kollektiven zusammen, wie den in Rovaniemi ansässigen Funk-Rappern Hannibal und Herra Soppa und ihrem Ensemble Tulenkantajat. Die Zusammenarbeit und Koexistenz in diesen beiden Projekten prägte die Richtung seiner Musik. 2015 erschien eine Dokumentation über den Anfang seiner Musikkarriere  'Amoc – 51 vuosmuš’ (Amoc – der Erste). Als Teil eines Hip Hop Projekt entstand sein Song '998’ in Zusammenarbeit mit einigen anderen Rappern wie Ailu Valle, Eldinho, Neuvos, Nit Lang, HC Sika und Solekki, den Song '998’.
Neben seiner Musikkarriere arbeitete er als freiberuflicher Radiojournalist und Medienredakteur beim samischsprachigen Radio Finnland und unterrichtete zu verschiedenen Zeiten Inarisamisch an der Grund- und Sekundarschule in Inari. Er studierte außerdem Kommunikationswissenschaften in Espoo und Helsinki und war Dozent am Sámi Education Institute. Er sammelte auch Erfahrungen bei audiovisuellen Projekten wie Musikvideoproduktionen und Sound-Installationen. Sein neuestes Projekt außerhalb seiner Musik ist seine Sprechrolle für den Cartoon Moomis (2020) in der Inarisamischen Version. 2015 erschien eine Dokumentation über den Anfang seiner Musikkarriere  'Amoc – 51 vuosmuš’ (Amoc – der Erste). Als Teil des Hip Hop Projekt produzierte er zusammen mit einigen anderen Rappern wie Ailu Valle, Eldinho, Neuvos, Nit Lang, HC Sika und Solekki, den Song '998’. Seine Live-Auftritte sind beim nordischen Publikum beliebt, auch wenn nur wenige die Texte verstehen.

## Stil und Einflüsse
Neben seiner Sprache unterscheidet sich Amoc von den meisten finnischen Rappern dadurch, dass er mit rohen und provokanten Texten rappt und einen Schockwert verwendet. Viele seiner Lieder sind im Storytelling-Stil geschrieben mit Texten, die sich auf Horror, Tod, Mord, Monster, samische Mythologie und Fantasy konzentrieren. Außerdem hat er die Rapper und Musikgruppen Tech N9ne, Jedi Mind Tricks, Eminem, Rammstein und Necro als seine Einflüsse genannt. Die Inspiration für seine samischen Rapps sind zum einen die arktische Wildnis und zum anderen auch die Inhalte von Videospielen und Horrorfilmen. Das Gesamtkonzept ist der idyllische Charakter der samischen Sprache der Inari und wie diese an die "populäre Kultur" angepasst werden kann.

## Diskografie

### Alben
- Amok-Kaččâm (2007)[6]

### Singles
- "Šaali" (2006)
- "Kiälláseh" (2016)
- "Kuobârpoolvâ maŋa" (2016)
- "Čuđeh" (2018)

## Text in Lyrik-Anthologie (auf Inarisamisch und Deutsch)
- Worte verschwinden / fliegen / zum blauen Licht: Samische Lyrik von Joik bis Rap. Übersetzt von Christine Schlosser. In: Johanna Domokos, Christine Schlosser, Michael Rießler (Hrsg.): Samica. Band 4. Albert-Ludwigs-Universität Freiburg, Freiburg 2019, ISBN 978-3-9816835-3-0, S. 378–383.